# Serie 0350 de CP
La Serie 0350 es un tipo de automotor, al servicio de la operadora ferroviaria Comboios de Portugal.

## Características técnicas

### Capacidad, dimensiones y pesos

#### Capacidad
- Pasajeros sentados: 94
- Pasajeros de pie (normal, 3/m³): 51
- Pasajeros de pie (máximo, 5/m³): 85
- Pasajeros de pie (sobrecarga, 7/m³ en los vestíbulos + 5/m³ en el pasillo): 99
- Total, en carga normal: 145
- Total, en carga máxima: 179
- Total, en sobrecarga: 193

#### Dimensiones
- Largo total: 23,630 m

#### Pesos
- Motor diésel: 2450 kg
- Generador principal: 1480 kg
- Bogie motor: 9850 kg
- Motores de tracción: 760 kg
- Aparato de aire condicionado: 300 kg
- Aprovisionamientos:
  - Combustible: 585 kg
  - Aceite de diésel: 120 kg
  - Agua del WC: 200 kg
  - Agua de refrigeración: 350 kg
  - Arena: 400 kg
  - Total de los aprovisionamientos: 1655 kg

#### Cargas (70 kg/pasajero)
- Normal: 10,15 Toneladas
- Máxima: 12,53 Toneladas
- Sobrecarga: 13,51 Toneladas
- Tara: 52,8 Toneladas
- Tara en marcha: 54,5 Toneladas

## Otros datos

### Explotación
- Unidad de Negocio: CP Regionales
- Numeración: 9 0 94 8 030351 a la 9 0 94 8 030371
- Unidades en servicio: 21 (en 2013)
- Entrada en servicio: 2000

### Modernización
- Entidad responsable para la modernización: EMEF - GOP
- Año de la modernización: 2000-2003

### Datos generales
- Composición: Unidad Simple Diésel
- Comando en unidades múltiples: Hasta 3 unidades
- Ancho: 1668 mm
- Disposición de los ejes: Bo'-Bo'
- Diámetro de las ruedas (nuevas): 920 mm
- Número de cabinas de conducción: 2
- Areneros: 4 eyectores
- Sistema de hombre muerto: REMAS 225-1

## Motores, transmisión y sistemas de trabajo

### Motores de tracción
- Número, tipo y fabricantes de los motores: 2 motores Poyaud C.615OT
- Número de tiempos: 4
- Número y disposición de los cilindros: 6 L H
- Potencia nominal (ruedas): 252 kW (343 CV)
- Combustible: gasóleo
- Diámetro y curso: 150 x 180 mm
- Cilindrada total: 10,06 l
- Sobrealimentación (turbo-compresor): no tiene
- Compresor de aire instalado: SAB-Wabco 2xA 800
- Caudal de compresor de aire: 2800 l/min
- Presión nominal del compresor de aire: 10 bar
- Potencia nominal (U. I. C. 623): 240 cv
- Potencia de utilización: 220 cv
- Régimen correspondiente: 1800 rpm
- Régimen máximo en carga: 1800 rpm ± 10
- Régimen al ralentí: 840 rpm

### Transmisión de movimiento
- Fabricante: SMIT
- Generador principal:
  - Tipo: Compound 2xG 40/35
  - Potencia eléctrica máxima: 147 kW
  - Velocidad máxima: 1900 r. p. m.
  - Velocidad mínima: 850 r. p. m.
  - Potencia nominal en régimen continuo: 123/128 kW
  - Tensión nominal en régimen continuo: 225/425 V
  - Intensidad nominal en régimen continuo: 500/345 A
- Motores de tracción:
  - Tipo: 4xGT 30/27
  - Potencia eléctrica continua: 59 kW
  - Velocidad nominal: 1200 a 3250 r. p. m.
  - Tensión nominal en régimen continuo: 225 V
  - Intensidad nominal en régimen continuo: 300 A
  - Intensidad máxima en arranque: 600 A
  - Intensidad máxima durante el trabajo: 350 A
  - Tensión máxima en arranque: 100 V
- Control de la tensión y frenado: Autómato REMAS tipo 225-1 con terminal TEKAS-MK10; control de excitación del G. P. con GBTs de 25 A/600 V a 200 Hz
- Características esenciales: Suspensión de los motores en los bogies con ventilación forzada; la relación de transmisión piñón / eje es de 5.44/1

### Sistemas de trabajo
- Fabricante del freno de recurso: SAB-Wabco
- Fabricante del freno dinámico: ADtranz / SMIT
- Tipo de freno de estacionamiento: manual
- Esfuerzo máximo en las ruedas de freno dinámico: 146 kW

### Partes mecánicas
- Fabricante: N. V. Allan & Co.

### Características de funcionamiento
- Velocidad máxima: 100 km/h
- Esfuerzo de tracción en arranque: 12.900 kgf
- Esfuerzo de tracción en régimen continuo: 2.180 kgf
- Esfuerzo de tracción a velocidad máxima: 700 kgf
- Velocidad correspondiente a régimen continuo: 33 km/h

## Otros componentes

### Baterías
- Tipo: Ácidas
- Tensión nominal: 24 V ± 40%
- Capacidad: 350 Ah

### Puertas
- Fabricante: S. A. Masats
- Tipo de accionamiento: Electroneumático
- Protecciones: Inhibición de tracción con la puerta abierta; protección antiatrape
- Temporizador de cierre automático: 3 minutos

### Alternador auxiliar
- Fabricante: Prestolite
- Número: 2
- Tipo de accionamiento: Transmisión mecánica
- Potencia eléctrica nominal: 4,3 kW
- Velocidad de rotación al ralentí: 2370 r. p. m.
- Velocidad de rotación máxima: 5460 r. p. m.
- Tensión de salida de parte rectificadora: 24 V
- Intensidad de salida: 180 A

### Sistema WC
- Fabricante: Sani Bus
- Tipo: Modular en circuito cerrado
- Capacidad de alimentación: 150 l
- Capacidad de retención: 100 l

### Equipamiento de climatización
- Equipamiento de refrigeración:
  - Fabricante: Hispacold
  - Tipo: 0 312 13
  - Caudal de aire: 7800 m³/h
  - Potencia frigorífica: 45000 Kcal/h
  - Características: Dos compresores de 600 c. c. accionados por correas; dos evaporadores longitudinales tipo F; dos condensadores modelo 3
- Equipamiento de aporte
- Potencia calorífica de los termoventiladores: 15000 Kcal/h
- Caudal de aire expulsado: 1200 m³/h

### Instalación sonora
- Fabricante: Ambaro
- Características esenciales de interfonía: Micrófono de cabina; amplificador; radio con lector de CD y cintas

### Sistema de indicación de destino
- Tipo do microprocesador: FS 1502 III